# Kirişçiler, Kepez
Kirişçiler là một xã thuộc huyện Kepez, tỉnh Antalya, Thổ Nhĩ Kỳ. Dân số thời điểm năm 2011 là 709 người.